# Dmitrij Frolov
Dmitrij Frolov (russisk: Дми́трий Алексе́евич Фроло́в) (født 27. februar 1966 i Sankt Petersborg i Sovjetunionen) er en russisk filminstruktør.

## Filmografi
- Nad ozerom (Надъ озеромъ, 1995)[2][3]